# Franz Nüßlein
Franz Roman Nüßlein (* 12. Oktober 1909 in Kassel; † 9. Februar 2003 in Bad Homburg vor der Höhe) war ein deutscher Jurist und Beamter, der während des Zweiten Weltkriegs im Protektorat Böhmen und Mähren eingesetzt war und in der Bundesrepublik Deutschland ab 1955 als Diplomat tätig wurde. Von 1962 bis 1974 war er Generalkonsul in Barcelona. Der Nachruf auf ihn in der Mitarbeiterzeitung des Auswärtigen Amtes (AA) im Mai 2003 war der Auslöser des Nachruf-Erlasses im Auswärtigen Amt 2003, aus dem sich Anfang 2005 die Nachruf-Affäre entwickelte.

## Leben und Tätigkeit bis 1945

### Jugend und Studium
Franz Nüßlein war das einzige Kind einer gutbürgerlich-katholischen Familie, das Elternhaus stand der Zentrumspartei nahe. Nach dem Besuch des staatlich-humanistischen Wilhelms-Gymnasiums in Kassel studierte er Rechtswissenschaft in München, Paris, Berlin und Göttingen. In München wurde er Mitglied der katholischen Studentenverbindung (KStV) Saxonia und in Göttingen der KStV Winfridia, beide im KV. Im Februar 1933 bestand er das Referendarsexamen, anschließend wurde er im Juli 1934 ebenfalls in Göttingen mit einer Arbeit über das Thema „Der Preußische Staatsrat“ zum Dr. jur. promoviert. Im Dezember 1936 legte er in Berlin sein Assessorexamen mit dem Prädikat „gut“ ab. In seiner Referendarszeit musste Nüßlein im Frühjahr 1936 in Jüterbog am sogenannten Gemeinschaftslager „Hanns Kerrl“ teilnehmen, eine damals für alle jungen Juristen obligatorische, achtwöchige Station der NS-Indoktrination. Das erhaltene Lagerzeugnis vermerkt, dass er weder der NSDAP noch der SA angehörte; er wirke als ein Mensch mit viel Eigenwillen, aber auch Sprödigkeit, der wenig Einblick in sein Inneres gestatte. Er sei zuvorkommend und hilfsbereit, aber auch vorsichtig und zurückhaltend gewesen.

### 1937/38 – Tätigkeit als Gerichtsassessor, Eintritt in die NSDAP und ins Reichsjustizministerium
Im Herbst 1937 beantragte er die Aufnahme in die NSDAP, die ihn ab 15. Oktober 1937 als Anwärter führte. Erst ein Jahr später wurde er endgültig in die Partei aufgenommen (Mitgliedsnummer 4.628.997), wobei die Aufnahme auf den 1. Mai 1937 rückdatiert wurde. Bis Jahresende 1938 war Nüßlein als Gerichtsassessor bei Gerichten und Staatsanwaltschaften in Kassel und Frankfurt am Main tätig, darunter für eine kurze Zeit auch als Richter. Anschließend wurde er zum 23. Januar 1939 in das Reichsjustizministerium nach Berlin abgeordnet, wo er für wenige Wochen in der Rechtsabteilung beim Reichskommissar für die Preisbildung, zu diesem Zeitpunkt Josef Wagner, tätig war. Seine Amtsbezeichnung lautete nun „Staatsanwalt“, obwohl er nicht in der Judikative, sondern in der Verwaltung tätig war.

### Versetzung nach Prag, Tätigkeit in der Protektoratsverwaltung
Nach der Errichtung des Protektorats Böhmen und Mähren am 15. März 1939 wurde Nüßlein zum 1. April 1939 in das neu geschaffene Amt des Reichsprotektors nach Prag kommandiert, zunächst in die Abteilung Preisbildung, ab Oktober 1939 in die Justizverwaltung, der er bis zum Kriegsende angehörte. Sein Vorgesetzter dort war zunächst Ministerialrat Rudolf Bälz, ab 1940 Ministerialrat Helmut Krieser (als Leiter der „Gruppe Justiz“ bzw. ab 1943 der „Abteilung Justiz“). Deren Vorgesetzter war Unterstaatssekretär Curt von Burgsdorff. Nüßlein war nun vor allem mit der Reichsaufsicht über das tschechische Strafrecht, mit Angelegenheiten des Staats- und Völkerrechts sowie mit der Übertragung des deutschen Strafrechts auf das besetzte Protektoratsgebiet befasst. Des Weiteren begutachtete er Gnadengesuche und Interventionen zu ergangenen Gerichtsurteilen in zivilen Strafsachen, einschließlich Todesurteilen der deutschen Sondergerichte. Die Entscheidung über die Gnadengesuche lag bis Herbst 1943 beim Reichsminister der Justiz, danach beim Reichsprotektor (abgesehen von den Fällen, die Hitler an sich zog). Zum 20. Oktober 1940 wurde Nüßlein zum Ersten Staatsanwalt befördert. Es ist umstritten, welchen Einfluss die Stellungnahmen Nüßleins auf die Gewährung oder Ablehnung von Gnadengesuchen hatten.
Die Befassung Nüßleins mit Fragen das Staats- und Völkerrechts führte im Laufe der Jahre 1940 bis 1945 zur wiederholten Zusammenarbeit mit dem damaligen Schweizer Generalkonsul in Prag, Albert Huber. Huber übte diese Tätigkeit von November 1940 bis September 1945 aus, wobei das Schweizer Konsulat in diesen Jahren eine zentrale Rolle für Diplomatie und humanitäre Angelegenheiten in Prag spielte, weil viele Staaten dort nicht mehr vertreten waren und die Berliner Gesandtschaft der Schweiz diese Stelle nach der Errichtung des Protektorats als Teil der Politik der Guten Dienste zusätzlich mit der Wahrung ausländischer Interessen betraut hatte. Nüßlein genoss das Vertrauen Hubers, der sich 1947/48 und erneut 1958, als im Auswärtigen Amt erstmals über Nüßlein recherchiert wurde, während Albert Huber inzwischen Schweizer Botschafter in Bonn war, nachdrücklich für ihn einsetzte.
Nüßlein genoss andererseits auch das Vertrauen hochrangiger NS-Größen. Obwohl er trotz mehrfacher Aufforderungen keiner Gliederung der NSDAP beitrat, in der Partei keine Aktivität zeigte und weiterhin praktizierender Katholik blieb, setzten sich ab Anfang 1942 prominente NS-Größen für seine vorzeitige Beförderung zum Oberstaatsanwalt ein: Der Reichsprotektor Reinhard Heydrich lobte sein „Verständnis für die Notwendigkeit“ einer „entschlossenen Bekämpfung“ von „Reichsfeinden“ und hatte vor seinem Tode noch dessen Beförderung angestrebt. Nach dem Attentat auf Heydrich und seinem Tod am 4. Juni 1942 wandte sich der stellvertretende Protektor, Staatsminister Karl Hermann Frank, im Juli 1942 an den damaligen Staatssekretär im Reichsjustizministerium Roland Freisler, um Nüßleins Beförderung zu erreichen. Er begründete diesen Wunsch vor allem mit Nüßleins „besonderen politischen Verdiensten“ im Protektorat Böhmen und Mähren. Auch Martin Bormann setzte sich beim Reichsjustizminister für die Beförderung ein. Nüßlein wurde daraufhin Ende Juli 1942 zum Oberstaatsanwalt befördert, diesen Rang behielt er bis Kriegsende. Ein Aufstieg in der Hierarchie der Protektoratsverwaltung war mit dieser Beförderung nicht verbunden, er blieb Referent in der „Abteilung Justiz“ ohne eigene Mitarbeiter.

### Beteiligung an Todesurteilen 1940 bis 1945
Anderen Quellen zufolge war Nüßlein ab Ende 1942 in der Funktion des stellvertretenden Generalstaatsanwalts in Prag tätig und stieg zum Generalstaatsanwalt und höchsten Ankläger im Protektorat auf. Nüßlein hatte Weisungsbefugnis gegenüber den Staatsanwaltschaften bei den Sondergerichten in der Tschechoslowakei.
Seine übergeordnete Rolle beim Reichsprotektor von Böhmen und Mähren wird anhand des Falles Oskar Löwenstein deutlich, der von Andreas Meckel in seinem Buch „Der Gerechtigkeit ihren freien Lauf zu lassen“ dargestellt wird. Oskar Löwenstein (geb. 1897 in Weleschin) war ein aus einer jüdischen Familie stammende Tschechoslowake. Er besaß ein Ingenieursdiplom der Deutschen Technischen Hochschule in Prag und war ein hochqualifizierter Fachmann der Kinematographie. Löwenstein arbeitete als tschechoslowakischer Vertreter des renommierten Kamera- und Projektorenherstellers Bauer in Stuttgart. Der Vertrag wurde gegen Ende 1942 beendet, da Löwenstein als Jude solch eine Tätigkeit nicht verrichten durfte. Löwenstein lebte mit seiner Freundin in Prag. Alle 120.000 Juden im Protektorat waren besonders seit Kriegsbeginn 1939 der Verfolgung ausgesetzt. Nach dem Attentat auf Heydrich wurde die Judenverfolgung intensiviert. Am 8. September 1942 wurde Löwensteins von ihm getrennt lebende Ehefrau mit seinem Sohn Jan ins Ghetto Theresienstadt deportiert. Löwenstein rechnete damit, dass auch er demnächst deportiert werden würde. Darauf entschloss er sich, über Deutschland in die Schweiz zu flüchten. Dabei war ihm seine Schweizer Freundin Marcelle Yung behilflich, die in Prag als Sprachlehrerin lebte. Sie lieh ihm ihren Pass, den er für seine Zwecke fälschte. Am 2. November 1942 reiste Löwenstein nach Deutschland und gelangte nach Singen. Als er über die Singener Fluchtroute in die Schweiz wollte, nahm ihn die deutsche Grenzkontrolle fest. Löwenstein und Yung wurden in Prag inhaftiert. Am 27. Januar wurde ein Gerichtsverfahren vor dem Sondergericht Prag eröffnet. Schon am 12. Dezember hatte der Oberstaatsanwalt Franz Ludwig am Landgericht Prag die Anklageschrift, in der harte Strafen für den Juden Oskar Löwenstein, der nur vor seiner Deportation hatte fliehen wollen, und seine Schweizer Freundin vorgesehen waren, mit folgender Bemerkung an den Generalstaatsanwalt beim Deutschen Oberlandesgericht geschickt: „Gegen Löwenstein beabsichtige ich die Todesstrafe, gegen Yung eine hohe Zuchthausstrafe zu beantragen“. Mit der Bemerkung „Keine Einwände“ wurde dieses Schreiben an den Reichsprotektor in Böhmen und Mähren und das Reichsjustizministerium weitergeleitet. Am 22. Dezember erhielt der Brief einen Stempel: „Gesehen. Der Reichsprotektor in Böhmen und Mähren. Im Auftrag gez. Dr. Franz Nüßlein“. Am 27. Januar 1943 wurde Oskar Löwenstein auf Grund dieser Anklage von der III. Kammer des Sondergerichts Prag unter dem Vorsitz von Kurt Bellmann zum Tode verurteilt. Seine Freundin erhielt drei Jahre Zuchthaus. Den auf das Gnadengesuch Löwensteins entstandenen Gnadenbericht verfassten die Staatsanwälte Franz Ludwig und Wolfgang von Zeynek. Sie lehnten darin das Gnadengesuch ab. Die daraufhin fällige Gnadenentscheidung des Reichsprotektors, für die Nüßlein nach eigenen Angaben zuständig war, kann nur die Bestätigung der Todesstrafe enthalten haben. Am 1. Juli 1943 wurde Oskar Löwenstein im Gefängnis Pankrác hingerichtet.
Insgesamt soll Franz Nüßlein an etwa 900 Todesurteilen beteiligt gewesen sein. Daneben bearbeitete er die Gnadensachen. 95 Prozent der Gnadengesuche wurden abgelehnt. So lehnte Nüßlein in mehr als 100 Fällen eine Begnadigung ab und ordnete die Vollstreckung der Todesstrafe an. Diese Angaben aus dem Braunbuch der DDR von 1965, das keine weiteren Quellen benennt, treffen nach Auffassung einer Unabhängigen Historikerkommission weitgehend zu, doch „halfen sie, wie auch der Fall Nüßlein zeigt […] weil die Vorwürfe aus der DDR kamen […] im Klima des Kalten Krieges den Beschuldigten eher, als dass sie ihnen schadeten“. 1947 verfasste Nüßlein für den Prozess in der Tschechoslowakei gegen ihn einen Lebenslauf. Dort beschrieb er seine Tätigkeit als „Hilfstätigkeit beim Entgegennehmen eines Teils der Gnadengesuche und Interventionen.“ „In allen Fällen konnte durch meine Tätigkeit natürlich nie etwas verschlechtert werden.“

## Flucht, Verhaftungen und Auslieferung an die CSR
Nüßlein floh in der Nacht vom 8. auf den 9. Mai 1945 aus Prag in Richtung Westen, wurde aber bereits am 10. Mai von den Amerikanern verhaftet, für wenige Tage im Lager Rokitzan bei Pilsen interniert und über seine Tätigkeit in Prag verhört. Bereits am 24. Mai war er jedoch entlassen und gelangte mit einem US-Transport nach Bayern, von wo aus er sich nach Kassel zu seinen Eltern begab. Da Nüßleins Name an vorderer Stelle auf der Liste der mutmaßlichen Kriegsverbrecher stand, welche die Tschechoslowakei den Amerikanern mit der Bitte um Überstellung übergeben hatte, verhafteten diese ihn im September 1946 erneut, lieferten ihn aber erst nach über sechs Monaten der Internierung in Ludwigsburg und anschließend in Dachau am 1. April 1947 an die CSR aus. Nüßlein gehörte zu den letzten von rund 4000 deutschen Verdächtigen, die von den US-Behörden an Nachbarländer Deutschlands ausgeliefert wurden.

## Die angebliche Verwechslung mit Franz Ludwig
Nüßlein erklärte später, die US-Behörden hätten ihn mit Oberstaatsanwalt Dr. Franz Ludwig verwechselt, der im Unterschied zu ihm tatsächlich in Prag als Ankläger tätig war, auch in Dutzenden Fällen mit Todesurteil und Hinrichtung. Erst nachdem Nüßlein an die CSR ausgeliefert worden war „stellte sich schnell heraus, dass ich nicht derjenige war, für den mich die Amerikaner trotz meiner Proteste gehalten hatten“. Diese Behauptung Nüßleins wurde bei den diversen Untersuchungen seines Falles in den 1960er Jahren weder von der Staatsanwaltschaft noch vom Auswärtigen Amt anhand amerikanischer Akten überprüft. Der Historiker Heinz Schneppen hält sie für plausibel, auch weil „man offenbar nie nach Nüßleins vorgesetztem Abteilungsleiter [Helmut Krieser] gefahndet hat“, von dem sich 1960/61 u. a. durch die Aussage Willy Greuels herausstellte, dass er auf die Entscheidung über Gnadengesuche mehr Einfluss als Nüßlein gehabt hatte. Die Auslieferung von Franz Ludwig wiederum wurde von Prag gefordert, er konnte aber unbehelligt und unter seinem echten Namen von 1945 bis zu seiner Pensionierung 1961 in Düsseldorf als Staatsanwalt arbeiten.

## Prozess in Prag

### Ermittlungen bis Ende 1947
Die Ermittlungen gegen Nüßlein fielen in die Endphase der Zeit von Prokop Drtina als Justizminister. In dieser kurzen Phase, zwischen dem offiziellen Abschluss der Vertreibung der Sudetendeutschen im Dezember 1946 und dem kommunistischen Februarumsturz von 1948 waren die rechtsstaatlichen Standards höher als in den Jahren davor und danach. Die Ermittlungen, geleitet von Untersuchungsrichter Ludvík Engelmann, verliefen zunächst schleppend. Obwohl Prager Zeitungen in Berichten mit dem Bild Nüßleins dazu aufgerufen hatten, Belastendes über diesen zu melden, fanden sich keine tschechischen Belastungszeugen. Von seinen früheren Kollegen Erich Blackert und Dr. Kurt Blaschtowitschka, beide selbst von einem tschechoslowakischen Volksgerichtshof angeklagt, gab es Aussagen, die Nüßlein vage belasteten. Dagegen entlastete ihn neben dem erwähnten Schweizer Diplomaten Albert Huber auch der tschechische Anwalt Dr. Lankaš, der in der Protektoratszeit zahlreiche verfolgte Widerstandskämpfer verteidigt hatte, bis er selbst wegen angeblicher „Sabotage“ vom Deutschen Sondergericht in Prag zu drei Jahren verurteilt wurde. Der Gestapo war das Urteil zu mild, sie beantragte einen „Aufhebungswiderspruch“, um Lankaš härter – womöglich zum Tode – verurteilen zu können. Es war Nüßlein, der dies verhinderte, was Lankaš erfuhr, während Nüßlein Lankaš „bis dahin unbekannt“ war, als dieser sich „alsbald“ nach Eröffnung des Ermittlungsverfahrens gegen ihn meldete und ihm anbot, seine Verteidigung kostenlos zu übernehmen. Am 6. Oktober 1947 beauftragte Nüßlein Lankaš förmlich mit der Wahrnehmung seiner Interessen. „Ende 1947 sagte mir Lankaš wie auch der damalige Untersuchungsrichter Engel […], mir sei keine individuelle Unrechtstat nachzuweisen. Mein Verfahren werde daher in Kürze eingestellt und ich würde aus der CSR ausgewiesen.“ In diesem Sinne sei auch an das Justizministerium berichtet worden sowie an das Internationale Rote Kreuz, das sich für Nüßlein eingeschaltet hatte. Während nach Abschluss der Ermittlungen zunächst tatsächlich keine Anklage gegen Nüßlein erhoben wurde, blieb die erwartete Freilassung aus.

### Anklageerhebung und Prozess im April/Mai 1948
Noch vor Nüßleins Freilassung ereignete sich der kommunistische Umsturz vom 25. Februar 1948, dem unter dem neuen Justizminister Alexej Čepička eine neue Welle der Repression mit Schauprozessen gegen Deutsche und Tschechen folgte. Das neu geschaffene außerordentliche Volksgericht entzog Dr. Lankaš das Mandat und verbot ihm jeden weiteren Kontakt mit Nüßlein, der seitdem keinen Verteidiger mehr hatte. Später verlor Lankaš als Nichtkommunist die Zulassung als Anwalt. Am 16. April 1948 beantragte die Staatsanwaltschaft beim Außerordentlichen Volksgerichtshof die Wiederaufnahme des Verfahrens gegen Nüßlein. Daraufhin wurde am 5. Mai 1948 vor der XIV. Kammer des Volksgerichtshofes Anklage gegen ihn erhoben und ein knapp vierstündiger Prozess ohne Verteidiger und Dolmetscher durchgeführt. Nüßlein war keine förmliche Anklageschrift ausgehändigt worden. Das Urteil vom selben Tag lautete auf 20 Jahre schweren Kerker, verschärft „mit einem harten Lager im Vierteljahr“ (= Schlafen auf dem Fußboden). Auch das Urteil wurde Nüßlein nicht ausgehändigt, den ca. 20-seitigen Text erhielt er erst 1965, nachdem es infolge der Recherchen des Süddeutschen Rundfunks bekannt geworden war. Die Urteilsbegründung bezeichnete es als Nüßleins Aufgabe, „verschiedene, beim deutschen Sondergericht in Prag anhängige Strafverfahren ‚auszurichten‘“.

## Vorzeitige Entlassung und Eintritt in das Auswärtige Amt 1955
Im Zuge der Entlassung von Kriegsgefangenen wurde Nüßlein am 29. Juni 1955 von der Tschechoslowakei als „nicht amnestierter Kriegsverbrecher“ in die Bundesrepublik abgeschoben. Sein letzter Haftort in der CSR war das Gefängnis Kartouzy in Valdice (Karthaus Walditz) bei Jičín. In Deutschland wurde Nüßlein ohne Prüfung seiner entsprechenden Angaben als Spätheimkehrer behandelt und erhielt Haftentschädigung. Nüßlein wurde außerdem als Vertriebener anerkannt, obwohl er in Kassel beheimatet war und nur im Zuge der NS-Besatzungspolitik nach Prag versetzt worden war. Er bewarb sich zunächst in Kassel um Aufnahme in die Justizverwaltung, wo ihm im August eröffnet wurde, dass er als „Unterbringungsfall“ zunächst nur befristet eingestellt und zudem für drei Jahre nur „unterwertig“ beschäftigt werden könne. Erfolgreicher verlief seine Bewerbung beim Auswärtigen Amt, das ihn wenig später einstellte. Hier führte er zunächst ein Jahr lang den Titel Oberstaatsanwalt zur Weiterverwendung, dann ab Ende August 1956 den Titel Legationsrat I. Klasse.
Den Weg ins Auswärtige Amt öffnete ihm der Leiter der Justizabteilung, Ministerialdirektor Hans Berger in Kenntnis von Nüßleins Personalakte aus dem Reichsjustizministerium. Berger war wie Nüßlein katholisch, aber im Unterschied zu diesem zu keiner Zeit NSDAP-Mitglied. Nüßlein wurde anschließend in verschiedenen Referaten als Referent eingesetzt, bis er schließlich Referatsleiter in der Zentralabteilung (Grundsatzfragen, Organisation, Öffentliches Recht) wurde. 1959 wurde er zum Vortragenden Legationsrat erster Klasse befördert, wobei das Auswärtige Amt ihm die Zeit seiner Inhaftierung in der Tschechoslowakei als „Dienstzeit“ zurechnete. Danach war er 1962 bis 1974 Generalkonsul in Barcelona. 1959 wurde Nüßlein – in Kenntnis seiner Vergangenheit bis 1955 – Ehrenphilister der katholischen Studentenverbindung K.St.V. Arminia in Bonn, dem er sich als Junggeselle in seiner Freizeit angeschlossen hatte. Laut dem vom Auswärtigen Amt nach seinem Tode 2003 publizierten Nachruf sei Nüßlein mit dem Bundesverdienstkreuz am Bande sowie anschließend mit dem Bundesverdienstkreuz 1. Klasse ausgezeichnet worden, wobei hierzu keine entsprechenden Daten oder Verdienste erwähnt werden.

## 1958, 1960 – Erste Entlastung Nüßleins, erste Schlagzeilen
Bereits in den späten 1950er Jahren wurde im Auswärtigen Amt über die Aktivitäten Nüßleins in Prag recherchiert, zumal seine Inhaftierung in der CSR mit vorzeitiger Entlassung als ein gewisses Sicherheitsrisiko galt, denn es gab Fälle, in denen Inhaftierte ihre Freilassung mit einer Verpflichtung zur Agententätigkeit erkauft hatten. Nüßlein, der vor 1945 nicht im Auswärtigen Amt gedient und keine Attaché-Ausbildung absolviert hatte, galt zudem als Quereinsteiger. Im Zuge dieser ersten amtsinternen Ermittlungen erklärte der damalige Schweizer Botschafter in Bonn, Albert Huber, gegenüber Staatssekretär Hilger van Scherpenberg, er habe erlebt, „wie Nüßlein sich mehrfach in mutiger und aufopferungsvoller Weise für Fälle eingesetzt“ habe, in denen Schweizer Staatsangehörige von Nazis in lebensbedrohlicher Weise verfolgt worden waren. In Scherpenbergs Vermerk vom 13. Mai 1958 wird Huber weiter so zitiert: „Ich habe die Tätigkeit Nüßleins während der fünf Jahre sorgfältig beobachten können und kann ohne Vorbehalt sagen, dass Herr Nüßlein geradezu eine Oase des Rechtsempfindens in der sonst so rechtlosen Atmosphäre des Protektorates um sich aufgebaut hat.“ Die Nachforschungen über Nüßlein wurden zunächst eingestellt.
Am 5. Mai 1960 meldete die Frankfurter Rundschau unter Berufung auf eine Broschüre des Ausschusses für deutsche Einheit in Ost-Berlin und einen Artikel der ebenfalls in Ost-Berlin erscheinenden National-Zeitung, die DDR werfe Nüßlein vor, er sei in der NS-Zeit beim Deutschen Staatsministerium in Prag „für die Genehmigung und Ablehnung“ der Gnadengesuche für zum Tode verurteilte Tschechen verantwortlich gewesen und habe dabei in den Jahren 1943/44 über die Hinrichtung von 918 politischen Gegnern des Naziregimes endgültig entschieden. Die meisten deutschen Tageszeitungen gaben diese Vorwürfe wieder, viele mit Vorbehalt, andere mit großen Schlagzeilen, das Auswärtige Amt beschäftige einen NS-Juristen, der in 1000 Fällen an der Todesstrafe mitgewirkt habe.

## 1960/61 – Ermittlungen durch die Staatsanwaltschaft Köln und erneute Untersuchung durch das Auswärtige Amt
Auf eine Anzeige der Vereinigung der Verfolgten des Naziregimes hin nahm ebenfalls im Mai 1960 die Staatsanwaltschaft Köln Ermittlungen gegen Nüßlein wegen der seit kurzem aus Prag und Ost-Berlin auch öffentlich erhobenen Vorwürfe gegen ihn auf. Es wurde am 6. Juni 1961 eingestellt, mit der Begründung, dass sich „keine Anhaltspunkte für eine gerichtlich strafbare und verfolgbare Handlung des Beschuldigten“ ergeben hätten. Der Staatsanwaltschaft Köln waren jedoch weder die in Prag über Nüßlein vorhandenen Akten zugänglich noch das dort gegen ihn verhängte Urteil vom 5. Mai 1948.
Parallel zur Staatsanwaltschaft Köln untersuchte auch das Auswärtige Amt selbst zwischen Juli 1960 und Dezember 1961 nochmals penibel die Aktivitäten Nüßleins in Prag in den Jahren 1939 bis 1945. Anlass dafür war, dass der damals im AA auch als Personalchef tätige Nüßlein um die Jahreswende 1959/60 den Antrag eines im Dritten Reich entlassenen Diplomaten auf Wiedereinstellung in den Dienst des AA ablehnte, weil dieser in seinem Antrag eine geringfügige Verurteilung nach Kriegsende verschwiegen hatte. Der so Abgewiesene (Legationsrat a. D. Walter Staudacher), selbst bereits 1933 in die NSDAP eingetreten, reagierte mit Vorwürfen gegen Nüßlein wegen seiner Tätigkeit im besetzten Prag. Daraufhin beauftragte Karl Heinrich Knappstein, ständiger Vertreter von Staatssekretär van Scherpenberg, im Juli 1960 Hans Berger mit der umfassenden Überprüfung des Falles Nüßlein. Bergers eigene Vergangenheit im Dritten Reich war zwar über alle Zweifel erhaben, unklar ist indes, ob Knappstein bekannt war, dass Berger selbst Nüßlein 1955 den Weg ins AA geöffnet hatte und insofern zu seinen Gunsten befangen gewesen sein konnte. Nach Einsicht in alle verfügbaren Hinweise über Nüßleins tatsächliche Aktivitäten in Prag wurde Nüßlein selbst ausführlich befragt. Stark entlastende Aussagen gab Staatssekretär Walther Gase, der während der Protektoratszeit laufend Kontakt mit Nüßlein gehabt hatte und Einzelheiten über das Engagement von Albert Huber und Dr. Lankaš zugunsten Nüßleins während dessen Untersuchungshaft in Prag im Jahre 1947/48 nannte, die Nüßlein selbst damals noch nicht wissen konnte. Die damals bereits massiv aus Ost-Berlin und Prag erhobenen Vorwürfe, Nüßlein habe über Begnadigungen selbst entschieden, sei den Sondergerichten gegenüber weisungsbefugt gewesen oder selbst als Ankläger aufgetreten, wurden von den AA-internen Ermittlern mangels Beleg und wegen der in diesem Falle sicher zu erwartenden Hinrichtung Nüßleins in Prag 1948 nicht ernst genommen. Jedoch interessierten sie sich für den eklatanten Widerspruch zwischen den Lobeshymnen Heydrichs, Franks und Bormanns auf Nüßlein aus den Monaten Februar bis Juli 1942 einerseits und den Schilderungen Walther Gases, vor allem aber dem Engagement Hubers und Lankašs für Nüßlein nach 1945 auf der anderen Seite. Eine aus Sicht Bergers plausible Erklärung dafür gab ein früherer Kollege Nüßleins in der Protektoratsverwaltung, Ministerialrat Greuel. Er erklärte, der Leiter der Abteilung Justiz, Krieser („ein reiner Fachbeamter“) hätte damals die Beförderung seines Mitarbeiters Nüßleins durchsetzen wollen. Diese sei im Januar 1942 vom Reichsinnenministerium insbesondere mit dem Argument abgelehnt worden, Nüßlein sei zwar seit 1937 Parteigenosse „ohne sich jedoch in der Partei zu engagieren oder einer ihrer Gliederungen anzugehören“. Greuel erklärte nun gegenüber Berger, aus diesem Grunde sei die politische Haltung Nüßleins bewusst und massiv überzeichnet worden, um die Beförderung durchzusetzen. Das von Frank abgezeichnete Lob der „besonderen politischen Verdienste“ Nüßleins, dem sich später Heydrich und Bormann in ganz ähnlichen Formulierungen anschlossen, stammte tatsächlich von Krieser und sei „eine reine Zwecklüge im Interesse der Erreichung des Ziels“ der Beförderung gewesen. Hans Berger akzeptierte diese Erklärung im AA-internen, 43-seitigen „Berger-Bericht“ vom Dezember 1961 als plausibel. Das AA hielt folglich an der Beschäftigung Nüßleins fest und wies die auch in den Folgejahren aus Prag und Ost-Berlin erhobenen Vorwürfe zurück. Jedoch wurde Nüßlein 1962 auf die politisch ruhige Position des deutschen Generalkonsuls in Barcelona versetzt, auf der er bis zu seiner Pensionierung im Jahre 1974 verblieb.

## 1965 – Nüßlein erneut in den Schlagzeilen; das Urteil von 1948 wird bekannt
Am 15. März 1965 strahlte das Fernsehmagazin Report des Süddeutschen Rundfunks (SDR) einen Beitrag aus (Hauptautor Robert Röntgen), in dem Nüßlein in enger Anlehnung an die aus Prag und Ost-Berlin erhobenen Vorwürfe massiv belastet und als Richter und Anklagevertreter im deutsch besetzten Prag dargestellt wurde, was vom Auswärtigen Amt energisch bestritten wurde. Diesem Dementi schloss sich der damalige Bundesaußenminister Gerhard Schröder (CDU) am 18. März in einer Erklärung an, die zwei Tage später im Bulletin der Bundesregierung veröffentlicht wurde. SDR-Intendant Hans Bausch entschuldigte sich in einem Schreiben an Nüßlein mit den Worten: „Es tut mir leid, dass in dieser Sendung Behauptungen aufgestellt worden sind, die zu widerlegen Sie fähig sind.“ Jedoch hatte Röntgen im Zuge seiner Recherchen in Prag erstmals den Text des Urteils gegen Nüßlein aus dem Jahre 1948 erhalten, dessen Fehlen sowohl die Staatsanwaltschaft Bonn als auch das Auswärtige Amt bei ihren Ermittlungen 1960/61 bedauert hatten. Der wichtige Fund war aber für die Report-Sendung nicht ausgewertet worden, die Übersetzung in den Akten des AA trägt den Hinweis „Stuttgart 20.4.1965“.
Das Urteil führt aus, Nüßlein habe „einen wesentlichen Anteil an der ‚Ausrichtung‘ der Verfahren vor dem deutschen Sondergericht in Prag“ gehabt. Dazu müsse „berücksichtigt werden, dass der Angeklagte seine Funktion in der Abteilung ‚Justiz‘ ununterbrochen während der gesamten Zeit des Protektorats ausübte und dass er zum engeren Kreis um K. H. Frank gehörte. Daraus ist eindeutig zu ersehen, dass er nützliche Dienste verrichtet haben muss…“. Das Gericht hielt Nüßlein zugute, dass er keiner Gliederung der NSDAP angehört hat und spricht ihn vom Verdacht frei „Konfident des SD“ gewesen zu sein. Es erwähnt namentlich mehrere tschechische Entlastungszeugen und die durch sie erwiesenen „Guttaten“ Nüßleins. Hingegen wird Nüßlein in keinem Einzelfall eine kausale Verantwortung für eine Verurteilung zugeschrieben, er wird im Urteil weder als Ankläger noch als Richter bezeichnet. In der Abwägung aller Umstände wurde Nüßlein schließlich zu 20 Jahren schwerem Kerker verurteilt. Dieses Urteil wurde vom Auswärtigen Amt auch deswegen als Bestätigung der eigenen Recherchen in den Jahren 1958 und 1960/61 betrachtet, weil die Verurteilung Nüßleins nicht mit § 7, sondern mit § 3 des Retributionsdekretes vom 19. Juni 1945 begründet worden war. Während § 7 (3) die Todesstrafe vorschrieb für „[d]ie Verursachung des Todes oder einer schweren Körperverletzung bzw. die Herbeiführung einer Deportation durch eine gerichtliche und administrative Entscheidung“, bestimmte § 3, dass „die Förderung und Unterstützung der faschistischen bzw. nationalsozialistischen Bewegung bzw. der Besatzungsherrschaft“ mit fünf bis 20 Jahren Haft zu bestrafen sei. Dieser Paragraph gilt in der Literatur über die tschechoslowakische Retributionsjustiz nach dem Zweiten Weltkrieg als Klausel, mit der nahezu jeder deutsche öffentliche Bedienstete im Gebiet der Tschechoslowakei in den Grenzen vor 1938 zu einer langjährigen Haftstrafe verurteilt werden konnte.

## Nachruf-Erlass 2003 und Nachruf-Affäre 2005
Nach seinem Tode erschien im Mai 2003 in der Mitarbeiterzeitung AA-Intern des Auswärtigen Amtes eine Todesanzeige für den verstorbenen Nüßlein. Nach einer kurzen Schilderung des Berufswegs Nüßleins wurde seine Tätigkeit als Richter in Kassel erwähnt; er sei nach „10-jähriger Internierung in der Tschechoslowakei“ 1955 in das AA eingetreten, tatsächlich war er dort etwas über acht Jahre lang inhaftiert. Bis zu seinem Ruhestand habe er zwölf Jahre das Generalkonsulat in Barcelona geleitet. Im weiteren Text des Nachrufes wurde Nüßleins Engagement und Einsatzfreude und die Verleihung des Bundesverdienstkreuzes hervorgehoben. Nüßlein sei „wegen seiner menschlichen Qualitäten hoch geschätzt“. Dieser Text schloss mit der traditionellen Schlussformel „Das Auswärtige Amt wird ihm ein ehrendes Gedenken bewahren“. Daraufhin beanstandete die pensionierte Übersetzerin Marga Henseler (geb. 1918), die um Nüßleins Tätigkeit in Prag wusste, den Nachruf bei Außenminister Joschka Fischer, der ihr Schreiben jedoch nicht erhielt. Daraufhin beschwerte sich Henseler bei Bundeskanzler Gerhard Schröder über Fischer. Dieser machte die Angelegenheit zur Chefsache. Die Gedenkpraxis des Auswärtigen Amtes für dessen verstorbene Diplomaten, die früher NSDAP-Mitglieder waren, wurde im Herbst 2003 erstmals geändert. Fischer verfügte zunächst, dass diese fortan keinen ehrenden Nachruf mehr in der Mitarbeiterzeitung des Amtes erhalten, wobei dieser Erlass nicht veröffentlicht und erst nach über einem Jahr bekannt wurde. Hiergegen erhob sich im Februar 2005 erstmals ein öffentlicher Protest auch im aktiven Dienst des Auswärtigen Amtes stehender Diplomaten. Hinzu kam, dass von den Regeln der neuen Nachrufpraxis unter anderem auch Walter Scheel und Hans-Dietrich Genscher, zwei ehemalige Außenminister der sozial-liberalen sowie der christlich-liberalen Regierungskoalition, betroffen wurden, die demnach nach ihrem Tode keinen Nachruf erhalten sollten.

## Einsetzung der Unabhängigen Historikerkommission
Außenminister Fischer kündigte zur Rechtfertigung seines Erlasses eine Historikerkommission an, welche die personelle Kontinuität nach 1945 und den internen und externen Umgang des Ministeriums mit der eigenen Vergangenheit erforschen sollte. Im Frühjahr 2005 wurde die Kommission aus den Deutschen Eckart Conze, Norbert Frei und Klaus Hildebrand, der allerdings wegen Krankheit ausscheiden musste, dem US-Amerikaner Peter Hayes (Illinois) und dem in Jerusalem lehrenden Moshe Zimmermann eingesetzt. Die Forschungsergebnisse der Unabhängigen Historikerkommission sind im Oktober 2010 unter dem Titel Das Amt und die Vergangenheit. Deutsche Diplomaten im Dritten Reich und in der Bundesrepublik erschienen. Das Buch löste heftige Reaktionen aus. Denn es wird nachgewiesen, wie aktiv und maßgeblich das Auswärtige Amt an der Ermordung des deutschen und europäischen Judentums während des Zweiten Weltkriegs mitwirkte, wie diese Diplomaten sich nach dem Krieg gegenseitig Persilscheine ausstellten, Täterverfolgung verhinderten und der alte Korpsgeist unbelastete Quereinsteiger verdrängte.

## Kontroversen
Das Urteil über Nüßlein ist uneinheitlich. Von 1959, drei Jahre nach seiner Einstellung im Auswärtigen Amt, bis zu seiner Pensionierung war er Objekt gegen ihn gerichteter Kampagnen. So protestierten Abiturienten der Deutschen Schule in Barcelona 1969 gegen die Vergangenheit jenes Generalkonsuls, der ihre Abiturzeugnisse unterschrieben hatte. Andere Historiker weisen darauf hin, dass Nüßlein während seiner Tätigkeit in Prag Gnadengesuche befürwortet hat. Bei seiner Verurteilung in der Tschechoslowakei sei er freigesprochen worden von jeglicher Mitgliedschaft in der SS und im SD. Die gleichwohl erfolgte Verurteilung Nüßleins unter den Bedingungen der Stalin-Ära und angesichts der Ressentiments der Tschechen in der unmittelbaren Nachkriegszeit gegenüber Deutschen sei, so der Historiker Daniel Koerfer, „fast ein Freispruch“ – im Urteil laute es: „[…] ist das Gericht der Ansicht, dass das Unrecht, welches der Angeklagte durch seine Mitbeteiligung an der Tätigkeit dieses deutschen Sondergerichts verursachte, bei weitem die Guttaten überwiegt, die er in den oben genannten und von den Zeugen bestätigten Fällen erwies.“
Nach Auffassung von Rainer Blasius stütze Nüßleins Personalakte die Einschätzung als „furchtbarer Jurist“ nicht. „Joschka Fischer und Marga Henseler irren“, so Daniel Koerfer in einem FAZ-Gespräch, „wenn sie ihn als Todesjuristen sehen, ‚verantwortlich für Hunderte von Todesurteilen‘, […] Wäre er das gewesen, wäre Nüßlein 1948 in Prag aufgehängt worden.“
Auch die Motive der sich selbst als „geborene Rebellin“ sehenden Marga Henseler, die sich über Nüßleins Nachruf beschwerte, werden kritisch gesehen. Einerseits soll sie bei ihrer Einstellung in das Auswärtige Amt Nüßlein als Leumund angegeben haben, andererseits offenbarte sie später persönliche Ressentiments gegen Nüßlein, den sie bereits in seiner Prager Zeit bei Verwandten kennengelernt hatte. Dass sie trotz jahrzehntelanger Kenntnis der Umstände erst nach dem Tod Nüßleins protestierte, als sie selbst schon seit knapp dreißig Jahren pensioniert war, begründete Henseler damit, dass „auf eine kleine Nummer wie mich“ ohnehin keiner gehört hätte. Außerdem hätte der Dienstweg eingehalten werden müssen.
Heinz Schneppen warf 2012 der Historikerkommission vor, sich nicht mit allen Nüßlein entlastenden Akten auseinandergesetzt zu haben. Sie habe trotz der kritischen Hinweise keine Überprüfung vorgenommen und ihre falsche Einschätzung in der zweiten Auflage des Buches nicht korrigiert.
Zuvor hatte 2007 der Oberlandesgerichtsrat im Ruhestand und Historiker Helmut Kramer auf einer Tagung über die „Nationalsozialistische Sondergerichtsbarkeit“ bei einem Bericht über einen damaligen Kollegen Franz Nüßleins, den Vorsitzenden einer Kammer des Sondergerichtes Prag, den Richter Kurt Bellmann, der 1947 in Prag zu lebenslangem schwerem Kerker verurteilt worden war, einige Unrechtsurteile Bellmanns vorgestellt. Kramer erwähnte dabei, Nüßlein habe als Leiter der Abteilung Justiz des Stellvertretenden Reichsprotektors Reinhard Heydrich durch seine überwiegend abweisende Begnadigungspraxis die allermeisten der über 900 Todesurteile der Sondergerichte in Prag und Brünn bestätigt. Kramer bezeichnete die Tätigkeit der Sondergerichte im Protektorat insgesamt als verbrecherisch. Der Protest der 128 pensionierten und aktiven Beamten des Auswärtigen Amtes gegen den Erlass des Außenministers Fischer mache deutlich, dass die Bewertung der Mitarbeiter der Justiz im Dritten Reich an den NS-Verbrechen noch nicht aufgeklärt sei. Kramer bemerkte dazu, dass der Anführer der Protestaktion, der ehemalige Botschafter Ernst Friedrich Jung, in den 1980er Jahren mit großem Engagement die Aufklärung der Beteiligung der Justiz an den NS-Krankenmorden behindert habe.